# Szczudły
Szczudły (deutsch Szczudlen, 1936–1945 Georgsfelde) ist ein zur Gemeinde Kalinowo (Kallinowen, 1938 bis 1945 Dreimühlen) zählendes Dorf im nordöstlichen Masuren in der polnischen Woiwodschaft Ermland-Masuren, Powiat Ełcki (Kreis Lyck).

## Geographische Lage
Das Dorf befindet sich rund neun Kilometer Luftlinie westlich der Ortschaft Kalinowo an einer von der Landesstraße 16 bei Golubka (Gollupken, 1938 bis 1945 Lübeckfelde)  nördlich abgehenden Landstraße. Es erstreckt sich ein Kilometer südwestlich von Golubie (Gollubien, 1938 bis 1945 Gollen) entlang des Westufers des 0,83 km² großen Gollubier Sees (1938 bis 1945 Gollen-See, polnisch Jezioro Gulubie). Die Kreisstadt Ełk (Lyck) liegt zwölf Kilometer südwestlich von Szczudły.

## Ortsname
Der Name Szczudlen leitet sich vermutlich aus dem slawischen Wort szczudło für Stelzen im Pfahlbau ab, was auf morastiges Ufer hindeuten würde.

## Geschichte
Gegründet wurde Szczudlen im Jahre 1483.
Am 27. Mai 1874 wurde im Zuge einer preußischen Gemeindereform neu ein Amtsbezirk Gollupken (1938 bis 1945 „Amtsbezirk Lübeckfelde“, polnisch Golupka) gebildet, der die Gemeinden Gollubien A, Gollubien B, Gollupken, Groß Skomentnen, Klein Skomentnen, Mikolayken, Saborowen, Szczudlen und  auch Wyssocken umfasste. 
Am 1. Januar 1910 hatte Szczudlen noch 126 Einwohner.
Aufgrund der Bestimmungen des Versailler Vertrags stimmte die Bevölkerung im Abstimmungsgebiet Allenstein, zu dem Szczudlen gehörte, am 11. Juli 1920 über die weitere staatliche Zugehörigkeit zu Ostpreußen (und damit zu Deutschland) oder den Anschluss an Polen ab. In Szczudlen stimmten 80 Einwohner für den Verbleib bei Ostpreußen, auf Polen entfiel keine Stimme.
1933 waren in Szczudlen nur noch 90 Einwohner verzeichnet.
Szczudlen wurde am 23. Mai 1936 im Zuge der massiven Eindeutschung masurischer Ortsnamen baltischer oder slawischer Herkunft in „Georgsfelde“ umbenannt.
1938 wurde durch Umbenennung Gollupkens in Lübeckfelde analog auch aus dem Amtsbezirk Gollupken der Amtsbezirk Lübeckfelde, der dann die sieben Gemeinden neueren Namens Georgsfelde, Gollen, Lübeckfelde, Reichenwalde (Ostpr.), Skomanten, Thomken und Waltershöhe umfasste.
1939 hatte Georgsfelde (Szczudlen) 93 Einwohner.
Nach Ende des Zweiten Weltkrieges 1945 fiel das zum Deutschen Reich (Ostpreußen), Regierungsbezirk Allenstein, Landkreis Lyck gehörende Georgsfelde an Polen. Die ansässige deutsche Bevölkerung wurde, soweit sie nicht geflüchtet war, nach 1945 größtenteils vertrieben und neben der angestammten masurischen Minderheit durch Neubürger aus anderen Teilen Polens ersetzt. Der Ort wurde in „Szczudły“ umbenannt.
Von 1975 bis 1998 gehörte Szczudły zur damaligen Woiwodschaft Suwałki, kam dann 1999 zur neu gebildeten Woiwodschaft Ermland-Masuren. Heute ist das Dorf Sitz eines Schulzenamtes (polnisch Sołectwo) und ist somit eine Ortschaft im Verbund der Gmina Kalinowo.

## Kirche
Bis 1945 war Szczudlen resp. Georgsfelde in die evangelische Pfarrkirche Lyck in der Kirchenprovinz Ostpreußen der Kirche der Altpreußischen Union sowie in die römisch-katholische Kirche St. Adalbert in Lyck im Bistum Ermland eingepfarrt.
Heute gehört Szczudły katholischerseits zur Pfarrkirche in Chełchy (Chelchen, 1938 bis 1945 Kelchendorf) mit der Filialkirche in Sędki (Sentken) im Bistum Ełk der Römisch-katholischen Kirche in Polen. Die evangelischen Einwohner halten sich zur Kirchengemeinde in Ełk, heute eine Filialgemeinde der Pfarrei in Pisz (deutsch Johannisburg) in der Diözese Masuren der Evangelisch-Augsburgischen Kirche in Polen.